# Stará radnice ve Vyšším Brodě
Stará radnice na Náměstí ve Vyšším Brodě v okrese Český Krumlov vznikla v první polovině 16. století původně jako jeden ze zdejších renesančních domů. Bývalá radnice se nachází na území městské památkové zóny Vyšší Brod, vyhlášené v roce 1995, a zároveň je součástí areálu zdejšího městského parku, spolu s nímž je zapsaná v Ústředním seznamu kulturních památek České republiky.

## Historie

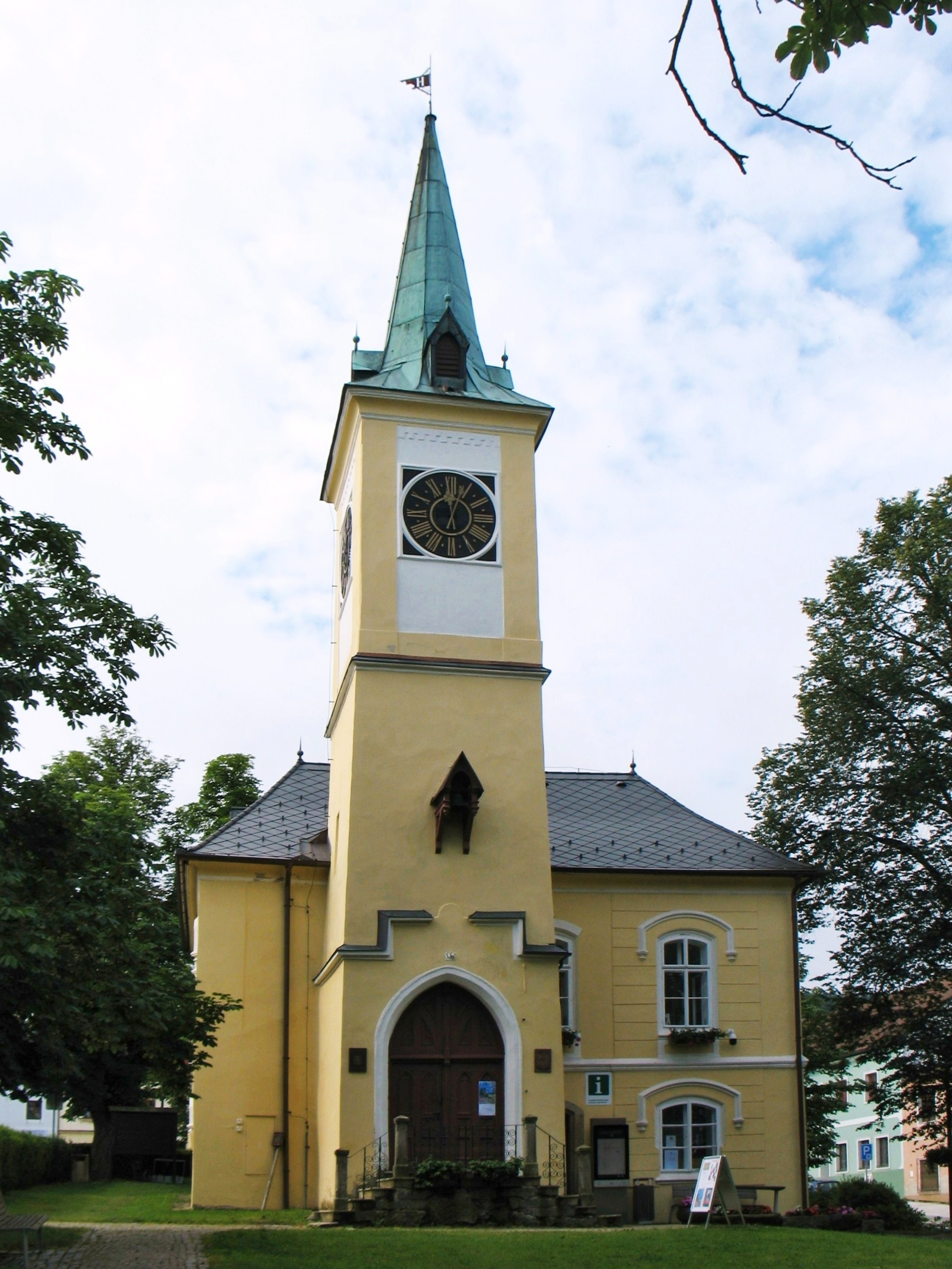
Vstup do staré radnixce

Stavba, zvaná Wolfbäckův dům, byla založena v roce 1524, tj. ještě předtím, než místní trhová osada vyšebrodského klášterního panství o několik let později získala četná privilegia a právo užívat vlastní znak a pečeť.Trhová osada Vyšší Brod byla poprvé zmíněna již v zakládající listině kláštera cisterciáků z 1. června 1259, vydané Vokem I. z Rožmberka, tudíž se předpokládá, že zdejší městečko vzniklo již mnohem dříve, než v 16. století.
V roce 1542 Wolfbäckův dům koupila správa městečka Vyšší Brod a zřídila v něm byt hlásného a obecní vězení. Na město byl však Vyšší Brod povýšen až v roce 1870.
Wolfbäckův dům byl původně jedním z řady několika domů, po velkém požáru z roku 1569 se však z nich zachoval jako jediný. Později byl dům přestavěn na radnici se dvěma věžemi. Největší stavební úpravy proběhly v letech 1725 a 1832. Během další úpravy v roce 1883, která se uskutečnila pod vedením stavitele Františka Karla, získlala radnice svou nynější novogotickou podobu. Dům v horní části vyšebrodského náměstí sloužil jako radnice až do roku 1947.
Od roku 2002 je budova historické radnice sídlem městského infocentra.

## Popis

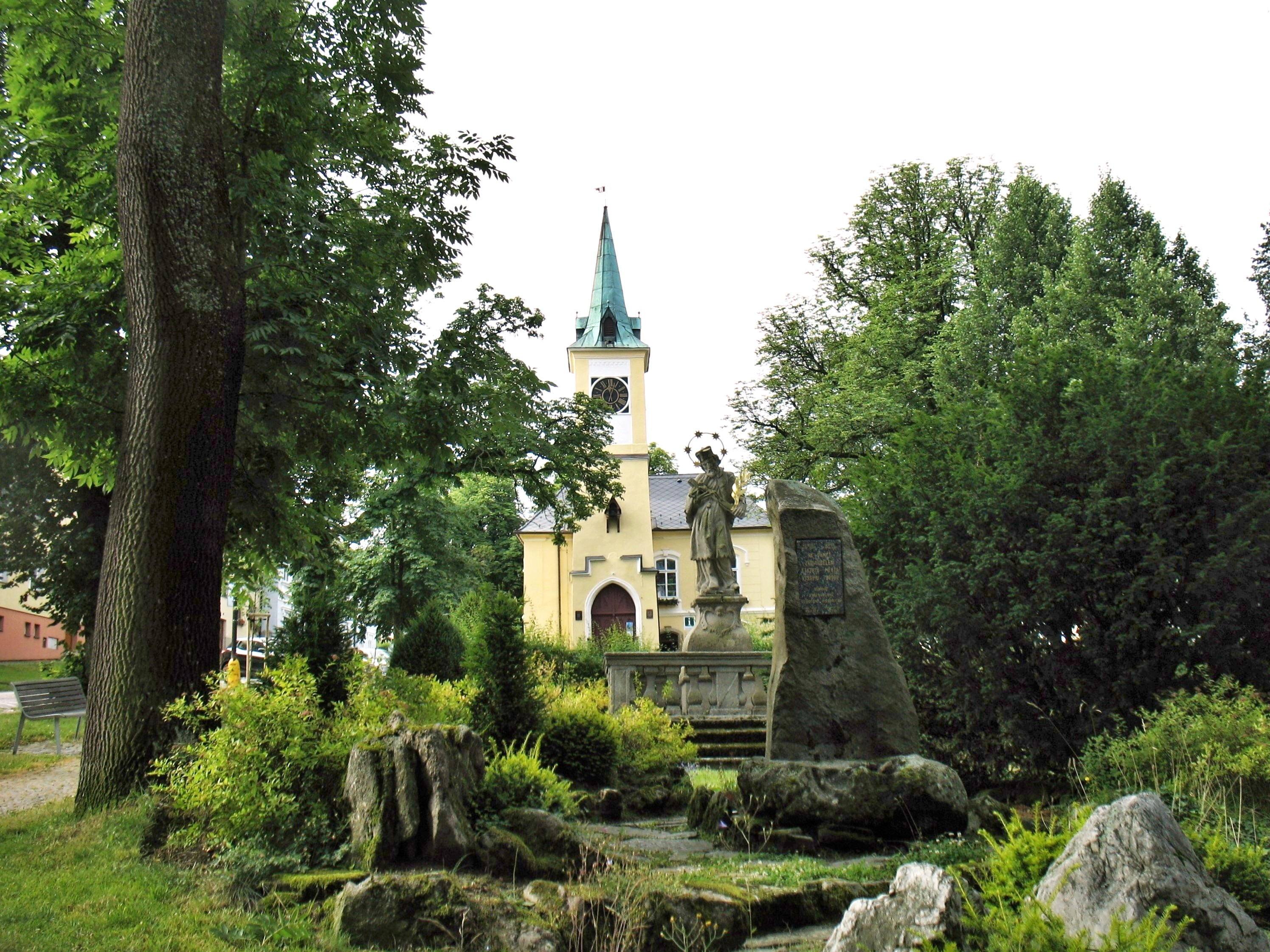
Pohled na budovu bývalé radnice z centrální části městského parku s pomníkem znovuudělení městského statutu a barokní sochou sv. Jana Nepomuckého

Bývalá radnice, někdejší renesanční městský dům, je dominantní ústřední stavbou v městském parku na vyšebrodském Náměstí. Fasády a interiéry budovy jsou upraveny v novogotickém slohu. V tomto slohu se také dochovaly drobnější stavební prvky, jako kování oken a dveří, kamenná profilovaná ostění u vstupů a dveře. V přízemí budovy byly zachovány klenuté stropy.
Kromě historické radnice se v parku nacházejí další pamětihodnosti, jako například památkově chráněná barokní socha sv. Jana Nepomuckého z roku 1701, pomník znovuudělení statutu města Vyššímu Brodu Parlamentem České republiky v roce 1994, kašna se sochou sv. Floriána nebo kamenný pranýř z roku 1597, na který byl v roce 1788 umístěn toskánský sloupek se sochou sv. Barbory, přenesený z místního hřbitova u kostela svatého Bartoloměje.